# Alleanza anglo-giapponese
L’alleanza anglo-giapponese fu un accordo tra Regno Unito e Giappone, firmato a Londra il 30 gennaio 1902 da Lord Lansdowne (il Ministro degli Esteri britannico) e da Hayashi Tadasu (il ministro plenipotenziario giapponese a Londra).
L'accordo, che mise definitivamente fine al cosiddetto splendido isolamento del Regno Unito, venne rinnovato due volte, nel 1905 e nel 1911, e venne dichiarato ufficialmente decaduto nel 1923.

## Il trattato
Il trattato stabiliva la neutralità di una delle parti nella eventualità che l’altra fosse impegnata in guerra con un’altra potenza, mentre il casus foederis si applicava al caso in cui essa fosse in guerra con più di una potenza. 
La principale funzione del trattato era quella di contenere il rischio di un'espansione Russa. L'Impero Russo, infatti, dopo il Triplice Intervento stava espandendo la sua influenza verso la Penisola di Liaodong e verso la Corea, in contrasto non solo con gli interessi giapponesi nell'area, ma minacciando anche i possedimenti britannici (in primo luogo l'India).
Questo trattato ha quindi garantito la neutralità del Regno Unito allo scoppio della Guerra Russo-Giapponese, oltre ad essere successivamente stato uno degli stimoli che ha portato il Giappone ad entrare nella Prima Guerra Mondiale.

## Il testo dell'accordo
L'accordo era composto da sei articoli:
- Articolo 1: Le Alte Parti Contraenti, avendo riconosciuto l'indipendenza della Cina e della Corea, dichiarano di non avere alcuna tendenza aggressiva in entrambi i Paesi, in considerazione, tuttavia, degli speciali interessi, di cui a quelli della Gran Bretagna in relazione principalmente in Cina, mentre il Giappone, in aggiunta agli interesse che possiede in Cina, è interessato in particolare, politicamente e commercialmente e industrialmente, in Corea; le Alte Parti Contraenti riconoscono che sarà ammissibile per entrambe di prendere le misure che siano indispensabili per salvaguardare tali interessi se minacciati dalle azioni aggressive di qualunque altra Potenza, o da disordini che dovessero manifestarsi in Cina o Corea e necessitassero dell'intervento di una delle Alte Parti Contraenti per la protezione delle vite e delle proprietà dei propri sudditi.
- Articolo 2: Dichiarazione di neutralità se uno dei firmatari sia coinvolto in una guerra di cui all'articolo 1.
- Articolo 3: Promessa di sostegno nel caso in cui uno dei firmatari venga coinvolto in guerra con più di una Potenza.
- Articolo 4: I firmatari promettono di non stringere accordi separati con altre Potenze che possano portare pregiudizio a questa alleanza.
- Articolo 5: I firmatari promettono di comunicare in modo schietto e pieno tra di loro quando uno degli interessi di cui al presente trattato siano minacciati.
- Articolo 6: Il trattato rimarrà in vigore per cinque anni e poi con un anno di preavviso, a meno che non venga diversamente notificato al termine del quarto anno.